# Strigoderma castor
Strigoderma castor är en skalbaggsart som beskrevs av Newman 1838. Strigoderma castor ingår i släktet Strigoderma och familjen Rutelidae. Inga underarter finns listade i Catalogue of Life.